# You Don't Care About Us
You Don't Care About Us è un singolo del gruppo musicale britannico Placebo, il secondo estratto dal loro secondo album in studio Without You I'm Nothing e pubblicato il 28 settembre 1998.

## Descrizione
Secondo BBC Music il brano, «guidato da una linea di basso irrefrenabile ed elastica», salta "maniacalmente" da coscienziosità a disperazione a rabbia adolescienziale, ed è da loro definito come «uno dei più crudi, più brillanti, singoli del decennio».
Il brano non è stato più suonato dal vivo dai Placebo dal 2001.

## Video musicale
Il video ufficiale del brano, diretto da John Hillcoat, è stato girato al London Aquarium.

## Tracce
CD (Europa, prima versione) e musicassetta
1. You Don't Care About Us (Radio Edit) – 3:53
2. 20th Century Boy – 3:41 – originariamente dei T. Rex
3. Ion – 4:07

CD (Regno Unito, seconda versione)
1. You Don't Care About Us (Album Version) – 3:58
2. Pure Morning (Les Rythmes Digitales Remix) – 5:39
3. Pure Morning (Howie B Remix) – 6:36

CD (Europa, terza versione)
1. You Don't Care About Us (Radio Edit) – 3:50
2. 20th Century Boy – 3:39 – originariamente dei T. Rex

CD promozionale
1. You Don't Care About Us (Radio Edit) – 3:50
2. 20th Century Boy – 3:39 – originariamente dei T. Rex
3. Ion – 4:07
4. You Don't Care About Us (Album Version) – 3:58
5. Pure Morning (Les Rythmes Digitales Remix) – 5:39
6. Pure Morning (Howie B Remix) – 6:36

Vinile 7"
1. You Don't Care About Us (Radio Edit) – 3:53
2. 20th Century Boy – 3:41 – originariamente dei T. Rex

## Classifiche
| Classifica (1998) | Posizione massima |
| ----------------- | ----------------- |
| Regno Unito       | 5                 |